# Фиалка иркутская
Фиалка иркутская (лат.  Viola ircutiana)  — вид травянистых растений рода Фиалка (Viola) семейства Фиалковые (Violaceae).

## Ботаническое описание
Многолетнее травянистое бесстебельное растение высотой 2-6 см. Листья серовато-зеленые, округло-яйцевидные, по краям городчатые.
На каждом цветоносе расположено по одному цветку. Шпорец тонкий, длиной 5,8 — 7,5 мм. Чашечка цветка длиной 5 — 6 мм, имеет круглые придатки. Цветки красновато-фиолетовые или малиновые, длиной 10-17 мм. Хазмогамные цветки появляются в мае-начале июня, а клейстогамные цветки, имеющие вид зелёных колпачков,  — в июне и июле. Плод  — трехгнездная коробочка длиной 4-6 мм.
Обитает на злаково-разнотравных и степных лугах.
Вид описан из Иркутска.

## Ареал
Эндемик Прибайкалья. Встречается в Бурятии, Иркутской области, Амурской области. Вне России вид не встречен.

## Охранный статус
Вид занесен в Красные книги Иркутской области, Бурятии, Амурской области.